# Нідеронц
Нідеронц (нім. Niederönz) — громада  в Швейцарії в кантоні Берн, адміністративний округ Верхнє Ааргау.

## Географія
Громада розташована на відстані близько 32 км на північний схід від Берна.
Нідеронц має площу 2,8 км², з яких на 16,4% дозволяється будівництво (житлове та будівництво доріг), 52,7% використовуються в сільськогосподарських цілях, 30,2% зайнято лісами, 0,7% не є продуктивними (річки, льодовики або гори).

## Демографія
2019 року в громаді мешкало 1681 особа (+8,6% порівняно з 2010 роком), іноземців було 9,5%. Густота населення становила 603 осіб/км².
За віковим діапазоном населення розподілялося таким чином: 19,6% — особи молодші 20 років, 58,8% — особи у віці 20—64 років, 21,6% — особи у віці 65 років та старші. Було 748 помешкань (у середньому 2,2 особи в помешканні).
Із загальної кількості 923 працюючих 16 було зайнятих в первинному секторі, 735 — в обробній промисловості, 172 — в галузі послуг.